# Bộ các Giáo hội Công giáo Đông phương
Bộ các Giáo hội Công giáo Đông phương là một cơ quan (bộ) của Giáo triều Roma, chịu trách nhiệm liên lạc với các Giáo hội Công giáo Đông phương nhằm hỗ trợ các Giáo hội Giáo hội Công giáo Đông phương trong việc phát triển cũng như nhằm bảo vệ quyền lợi của họ. Bên cạnh đó, Bộ cũng có trách nhiệm gìn giữ và bảo tồn các di sản cùng giáo luật thuộc về các truyền thống Công giáo Đông phương khác nhau trong một Hội thánh Công giáo duy nhất. Bộ có thẩm quyền độc hữu đối với Hội thánh Công giáo tại Ai Cập cùng bán đảo Sinai, miền nam nước Albania, miền nam nước Bulgaria, Eritrea cùng miền bắc nước Ethiopia, Hy Lạp, Iran, Iraq, Israel (cùng phần lãnh thổ thuộc Nhà nước Palestine), Jordan, Liban, Síp, Syria, Thổ Nhĩ Kỳ, và giám sát các địa phận tại Ấn Độ, Hungary, miền nam nước Ý, România và Ukraina.
Tiền thân của Bộ là Thánh bộ Giáo hội Đông phương, được thành lập vào ngày 1 tháng 5 năm 1917 theo Tự sắc Dei providentis của Giáo tông Benedictus XV.

## Tổ chức
Theo quy định của Tông hiến Praedicate evangelium, thành viên của Bộ các Giáo hội Công giáo Đông phương bao gồm tất cả các thượng phụ cùng tổng giám mục thượng quyền của các Giáo hội Công giáo Đông phương cùng Tổng trưởng Bộ Cổ vũ Hiệp nhất các Kitô hữu. Tông hiến cũng quy định rằng các quan chức và cố vấn của Bộ các Giáo hội Công giáo Đông phương nên được tuyển chọn từ cả Giáo hội Latinh và các Giáo hội Đông phương để phản ánh sự đa dạng về mặt nghi chế của Bộ.

## Thẩm quyền
Bộ các Giáo hội Công giáo Đông phương có thẩm quyền đối với mọi vấn đề thuộc về:
- cấu trúc và cách tổ chức của các Giáo hội Công giáo Đông phương mà phải được chuyển về Tông Tòa để giải quyết
- việc thi hành chức năng giảng dạy, thánh hóa và lãnh đạo
- địa vị, quyền lợi và nghĩa vụ của các pháp nhân
- các cuộc viếng thăm Ad Limina của các giám mục Công giáo Đông phương.[5]

Thẩm quyền của Bộ không bao gồm thẩm quyền đặc thù  và đặc hữu của Bộ Giáo lý Đức tin, Bộ Tuyên thánh và Bộ Văn bản Lập pháp, cũng như của Tòa Ân giải Tối cao, Tối cao Pháp viện Tông tòa và Tòa Thượng thẩm Rôma. Đối với những vấn đề có tác động tới các tín hữu của cả các Giáo hội Đông phương và Giáo hội Latinh, nếu như những vấn đề này đủ quan trọng, thì Bộ các Giáo hội Công giáo Đông phương sẽ tham khảo ý kiến của các bộ có thẩm quyền về những vấn đề tương tự dành cho các tín hữu thuộc Giáo hội Latinh trước khi tiến hành.